# Алън Дийн Фостър
Алън Дийн Фостър (на английски: Alan Dean Foster) е плодовит американски писател на произведения в жанра научна фантастика, фентъзи, уестърн, трилър, хорър и романизация на филми. Писал е също под псевдонима Джеймс Лоусън (James Lawson).

## Биография и творчество
Роден е на 18 ноември 1946 г. в Ню Йорк, САЩ, в семейството на Максуел Файнбърг, търговец, и Хелън Фостър. Отраства основно в Калифорния. Завършва през 1968 г. с бакалавърска степен по политически науки и през 1969 г. с магистърска степен по изкуства от Калифорнийския университет в Лос Анджелис.
След дипломирането си отбива военната си служба към резерва на армията. В периода 1970 – 1971 г. работи като копирайтър във фирмата за връзки с обществеността „Хедлайнс“ в Лос Анджелис, в периода 1971 – 1976 г. е инструктор по творческо писане за филми в Лос Анджелис Сити Колидж. Жени се за Джоан Оксли на 5 юли 1975 г.
Първият му разказ е публикуван през 1968 г. в списание The Arkham Collector, а първият му фантастичен роман The Tar-Aiym Krang от поредицата „Пип и Флинкс“ е публикуван през 1972 г.
Пише в разни жанрове – научна фантастика, фентъзи, хорър, трилър, уестърн, исторически и съвременен роман. Автор е на много романизации на известни филми, а романът му Shadowkeep е първата цялостна романизация на компютърна игра. Прави и документални филми за океана и фауната му.
През 1999 г. е удостоен с руската награда „Странник“, а през 2005 г. – с наградата „Аелита“ за цялостното си творчество.
Алън Дийн Фостър живее със семейството си в Прескот.

## Произведения

### Самостоятелни романи
- Luana (1974)
- Dark Star (1974)
- The Black Hole (1979)
- Outland (1981) – романизация
- Clash of the Titans (1981)
- The Thing (1982)
- The Man Who Used the Universe (1983)
- Krull (1983)
- Slipt (1984)
- The Last Starfighter (1984)
- The I Inside (1984)
- Shadowkeep (1984) – романизация на компютърна игра
- Starman (1984)
- Pale Rider (1985)
- Into the Out Of (1986)
- Glory Lane (1987)
- Maori (1988)
- Outer Heat (1988)
- To the Vanishing Point (1988)
- Codgerspace (1989)
- Quozl (1989)
- Cyber Way (1990) – награда „Саутуест“
- Cat-A-Lyst (1991)
- Greenthieves (1994)
- Design for Great-Day (1995) – с Ерик Франк Ръсел
- The Dig (1995)
- Parallelities (1995)
- Life Form (1995)
- Jed the Dead (1997)
- Kingdoms of Light (2001)
- Interlopers (2001)
- Primal Shadows (2001)
- The Chronicles of Riddick (2004)
- Sagramanda (2006)
- Oshenerth (2015)
- The Deavys (2016)

### Серия „Пип и Флинкс“ (Pip and Flinx)
1. For Love of Mother Not (1983)
2. The Tar-Aiym Krang (1972)
3. Orphan Star (1977)
4. The End of the Matter (1977)
5. Flinx in Flux (1988)
6. Mid-Flinx (1995)
7. Reunion (2001)
8. Flinx's Folly (2003)
9. Sliding Scales (2004)
10. Running From The Deity (2005)
11. Bloodhype (1973)
12. Trouble Magnet (2006)
13. Patrimony (2007)
14. Flinx Transcendent (2009)

### Серия „Леден свят“ (Icerigger)
1. Icerigger (1974)
2. Mission to Moulokin (1979)
3. The Deluge Drivers (1987)

### Серия „Пришълец“ (Alien)
1. Alien (1979)
Пришълец, изд.: ИК „Плеяда“, София (1992), прев. Мария Ракъджиева
2. Aliens (1986)
Пришълци, изд.: Плеяда 7, София (1992), прев. Ирена Алексиева
3. Alien 3 (1992)
Пришълец – 3, изд.: Плеяда 7, София (1992), прев. Оля Стоичкова

### Серия „Повратна точка“ (Tipping Point)
1. The Human Blend (2010)
2. Body, Inc. (2012)
3. The Sum of Her Parts (2012)

### Общи серии с други писатели

#### Серия „Междузвездни войни“ (Star Wars)
- Star Wars (1976) – с Джордж Лукас
- Splinter of the Mind's Eye (1978) – награда „Галакси“
Кейбърският кристал, изд. „Матекс“, София (1993), прев. Олга Дончева
- The Approaching Storm (2002)
- The Force Awakens (2015) 
Star wars: силата се пробужда, изд.: Егмонт България, София (2016), прев. Кристина Георгиева и Петя Петкова

от серията има още 166 романа от различни автори

#### Серия „Динотопия“ (Dinotopia)
- Dinotopia Lost (1996)
Изгубената Динотопия, изд.: ИК „Пан“, София (2001), прев. Ивайла Божанова
- The Hand of Dinotopia (1997)

от серията има още 3 романа от различни автори

#### Серия „Трансформънс“ (Transformers)
1. The Veiled Threat (2009)
2. Revenge of the Fallen (2009)
3. от серията има още 44 романа от различни автори

### Сборници
- The Metrognome (1990)
- Mad Amos (1996)
- Impossible Places (2002)
- Exceptions to Reality (2008)
- Resistance Front (2011) – с Харлан Елисън, Джон Мерц и Бърнард Шафър

### Документалистика
- Walt Disney Animated Figures and Silly Symphonies (1980)
- Predators I Have Known (2011)
- The Phisher (2012) – с Алекс Сам

### Екранизации
- 1979 Star Trek: Филмът – история
- 1998 Welcome to Paradox – ТВ сериал, история 1 епизод